# Mona Botros
Mona Botros ist eine deutsche Journalistin und Filmemacherin.

## Leben
Bis 1983 studierte Mona Botros zunächst Geologie und Meereswissenschaften in Kanada und den USA, danach Journalismus in Hannover. Nach ihrem Journalismus-Studium arbeitete sie für Spiegel TV. Während mehrerer Auslandsaufenthalte in den USA arbeitete sie zusätzlich für Focus TV sowie Spiegel Online.
Mona Botros ist auf Reportagen und Dokumentationen spezialisiert, wobei sie sich insbesondere den Machenschaften von Scientology sowie dem Tierschutz widmete. Für ihre Reportage Gesucht wird... die dunkle Seite von Scientology erhielt sie 1997 gemeinsam mit Egmont R. Koch den Goldenen Gong sowie für Meerwissen von der Tiefsee zur Atmosphäre 2007 den Intermedia-Globe-Silver Award. Ihre Dokumentation Die Todesfahrt des ICE 884 war für den Deutschen Fernsehpreis nominiert.

## Filmographie (Auswahl)
- 1997: Gesucht wird... die dunkle Seite von Scientology
- 1999: Die Todesfahrt des ICE 884
- 2001: 50 Jahre Bild – Eine Zeitung bewegt Deutschland
- 2015: Sünden an den Sängerknaben

Quelle: